# Intertel
A Intertel (anteriormente International Legion of Intelligence) é uma sociedade de alto QI para pessoas com uma pontuação de QI superior a 99% da população mundial, num teste de QI. Isto corresponde a um QI de 135 ou superior na escala Wechsler (média estatística 100, desvio padrão 15).

## História e objetivos
A associação foi fundada em 1966 pelo americano Ralph Haines, quem, inspirado nos fundadores da Mensa Roland Berrill e Lancelot Ware vinte anos antes, queria criar uma associação adaptada às necessidades particulares dos superdotados, e com a excepção de um QI mínimo, não teriam outras restrições de admissão. O nome "Intertel" é derivado de "International Legion of Intelligence" ("Legião Internacional de Inteligência")  e seus membros se referem a si próprios como "ILIans". É, portanto, a segunda associação mais antiga de seu tipo, depois da Mensa.
A associação tem três objetivos, descritos na sua constituição:
- encorajar uma fraternidade intelectual genuína;
- promover uma troca de ideias sobre todos os assuntos;
- auxiliar na pesquisa no assunto da alta inteligência.

## Organização e atividades
A Intertel está organizada em sete regiões geográficas, cinco das quais incluem apenas estados dos EUA, e outras duas no Canadá. A "Região VI" inclui o resto do mundo sob o nome de região "Internacional".
Existem cerca de 1700 membros em todo o mundo em mais de 40 países, incluindo várias centenas fora da América do Norte. Todos os membros podem contribuir para o Integra, jornal da Intertel, publicado dez vezes por ano. Os boletins regionais são também publicados periodicamente, e muitos membros se comunicam por e-mail ou por meio de uma variedade crescente de fóruns online. Uma Assembleia Geral Anual internacional é organizada a cada verão, e as diferentes regiões organizam atividades sociais locais face a face ou remotamente.
Um dos objetivos da organização é ajudar na pesquisa de alto potencial, e alguns membros da associação são recrutados para trabalhos de pesquisa. Além disto, já em 1980 e durante quase vinte anos a Intertel concedeu anualmente o Hollingworth Award ("Prêmio Hollingworth") na forma de uma bolsa de vários milhares de dólares, em homenagem a Leta Hollingworth,  reconhecendo a excelência dos projetos de pesquisa sobre o alto potencial. A partir do final da década de 1990, o prêmio foi concedido em conjunto com a National Association for Gifted Children, à qual a responsabilidade por esse prêmio internacional foi desde então confiada.

## Membros famosos atuais ou anteriores
- Gert Mittring[11][19]
- Cícero Moraes[20]
- Ellen Muth[21][22]
- Taibi Kahler[23][24]
- Jacob Barnett[25]
- Robert Prechter[26][27]
- Grover Krantz[28][29]
- E. Lee Spence[30]
- Michael W. Driesch[31]
- Robeto Paulo da Silva Pinto Junior[32]

## Posicionamento em comparação com outras sociedades semelhantes
A Intertel é duas vezes mais seletiva nos seus requisitos de admissão (uma pontuação no 1% mais elevado num teste de QI) do que a sociedade Mensa, que é mais conhecida e de maior tamanho (os 2% mais elevados). Fundada em 1966, Intertel é a segunda associação mais antiga e a terceira maior, depois da Mensa e da Triple Nine Society (0,1% mais alto, ou seja, 1 pessoa de 1 000 ). Esta lista inclui apenas associações que usam testes psicométricos válidos e foram aprovadas sob supervisão profissional.

## Trabalhos
- Stevens, W.D. (1988). The One Percent Solution: A History of Intertel 1966-1988. Lakewood: edições Intertel, Inc. pp. 132 páginas. ASIN B003GNOXH4